# Curvatura minor
Curvatura minor eller lilla magsäckskröken är den kortare radien hos magsäcken. På vidstående illustration är den märkt som nummer 8.

1. fundus 2. curvatura major
3. corpus 4. antrum pylorus
5. canalis pylorus 6. pylorus sfinktern
7. incisura angularis 8. curvatura minor
9. rugae E. esofagus
D. duodenum (bulbus och lite av den nedåtstigande delen).